# 小柳九一郎
小柳 九一郎（こやなぎ くいちろう、1859年6月15日（安政6年5月15日）- 1929年2月22日）は、明治から昭和初期にかけての東京府において、当時の国分寺村（後の国分寺市）村長、東京府会議員などを歴任した地方政治家。
1889年4月に、甲武鉄道（後の中央本線の一部）が新宿駅と立川駅の間に開通した際に、国分寺駅が開業したが、これは小柳が、所有していた7000坪（およそ2.3ha）の土地を換地に提供して現在の国分寺駅の位置に2000坪（およそ66a）ほどの土地を確保し、これを駅用地として寄付し、さらに他の地主からの寄付も合わせて実現したものであった。

## 政治活動
1897年、小柳は府会議員の補欠選挙に国民協会系から立ち、当選した。
1920年の第14回衆議院議員総選挙の際に東京府第16区の議席を立憲政友会の内山安兵衛と秋本喜七が独占した際には、選挙の効力に関する異議訴訟を起こした。1920年代には、ベテランの府会議員として憲政会の院外団で重きをなし、「三多摩非政友派の頭目」とも評された。

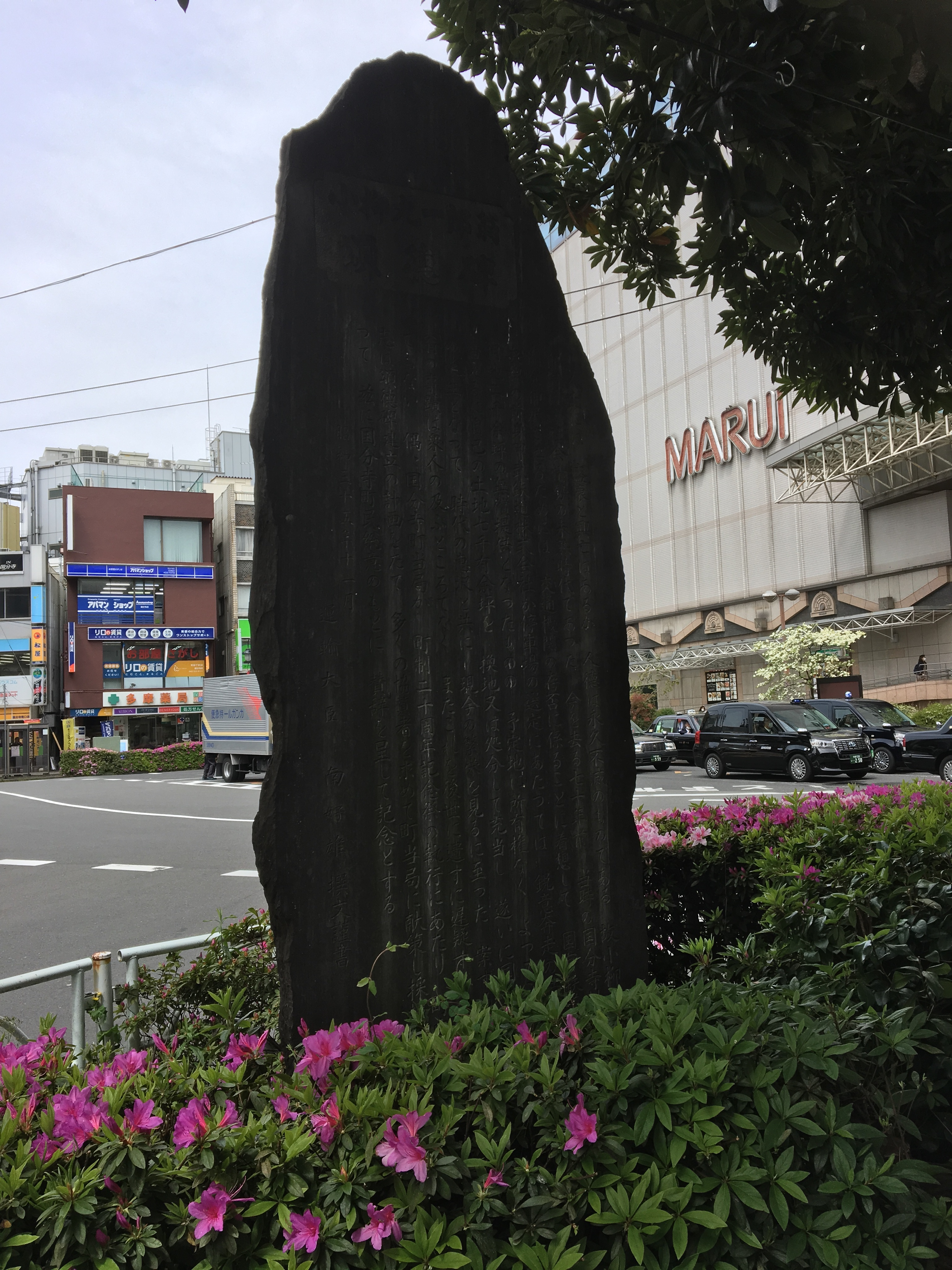
国分寺駅南口にある小柳九一郎の顕彰碑。2020年撮影。

## 顕彰碑
国分寺駅南口には、1960年12月に除幕された小柳九一郎顕彰碑が建てられている。